# سیارک ۱۲۶۹۷
سیارک ۱۲۶۹۷ (به انگلیسی: 12697 Verhaeren، نامگذاری:1989SK3) دوازده هزار و ششصد و نود و هفتمین سیارک کشف شده‌است که در ۲۶ سپتامبر ۱۹۸۹ کشف شد.
قدر مطلق سیارک برابر ۱۳٫۴۰ است.